# Jens Dahlseide Kvamme
Jens Dahlseide Kvamme (* 24. Dezember 2004) ist ein norwegischer Nordischer Kombinierer.

## Werdegang
Kvamme startet für Haslum IL. Bei den Nordischen Junioren-Skiweltmeisterschaften 2022 in Zakopane belegte er den 21. Platz im Einzel. Ein Jahr später gewann er bei den Nordischen Junioren-Skiweltmeisterschaften in Whistler gemeinsam mit Eidar Johan Strøm, Torje Seljeset und Andreas Ottesen Silber in der Staffel. Kvamme debütierte am 19. Februar 2022 in Rena im Continental Cup, verpasste aber die Punkteränge. Diese erreichte er hingegen zum Start in die Saison 2023/24 mit dem elften Platz in Lillehammer. Auch in den folgenden Wochen punktete Kvamme regelmäßig und erreichte teilweise auch eine Platzierung unter den besten Zehn. Bei den Nordischen Junioren-Skiweltmeisterschaften 2024 in Planica musste er sich im Zielsprint Tristan Sommerfeldt geschlagen geben, gewann aber dennoch Bronze. Auch im Teamsprint mit Jørgen Berget Storsveen wurde er Dritter. Durch seine Einzelmedaille hatte er fortan bis zum Abschluss der folgenden Junioren-WM einen festen Startplatz im Weltcup. Am 9. März 2024 feierte Kvamme sein Weltcup-Debüt, aber erst tags darauf lief er auf den 29. Platz und somit in die Punkteränge.
Trotz seines persönlichen Startrechts im Weltcup für weite Teile der Saison 2024/25 teilte ihn der Norwegische Skiverband in den Juniorenkader ein. Dennoch startete Kvamme im Weltcup in den Winter und konnte in Ruka punkten. In den folgenden Wochen erreichte Kvamme meist die hinteren Plätze, mal in den Punkterängen und mal nicht. Sein bestes Ergebnis war der 23. Platz beim Massenstart in Ramsau. Am 16. März 2025 gewann er das letzte Continental-Cup-Rennen der Saison in Lahti.

## Erfolge

### Continental-Cup-Siege im Einzel
| Nr. | Datum         | Ort   | Disziplin             |
| --- | ------------- | ----- | --------------------- |
| 01. | 16. März 2025 | Lahti | Gundersen Großschanze |

## Statistik

### Weltcup-Platzierungen
| Saison  | Platz | Punkte |
| ------- | ----- | ------ |
| 2023/24 | 60.   | 012    |
| 2024/25 | 51.   | 055    |

### Continental-Cup-Platzierungen
| Saison  | Platz | Punkte |
| ------- | ----- | ------ |
| 2023/24 | 14.   | 388    |
| 2024/25 | 38.   | 126    |